# Drino macarensis
Drino macarensis là một loài ruồi trong họ Tachinidae.